# Вагхальтер, Йоланта
Йоланта Вагхальтер (нем. Jolantha Waghalter, в замужестве Кронбергер, исп. Yolanda Waghalter de Kronberger; 22 января 1912, Берлин — 18 августа 1984, Лима) — немецкая и перуанская скрипачка еврейского происхождения. Представительница пятого поколения семьи скрипачей, начало которой положил Лейбусь Вагхальтер (пол. Lejbuś Waghalter; 1790—1868). Дочь Владислава Вагхальтера, племянница Генрика и Игнаца Вагхальтеров.

## Биография
Родилась в Берлине 22 января 1912 года.
Училась у своего отца, с детских лет выступала в дуэте с младшей сестрой Рут, пианисткой, присоединялась вместе с ней к концертам струнного квартета их отца. В 1924 году был опубликован сочинённый ею марш «Джеки Куган», названный именем знаменитого ребёнка-актёра. В 1935 году участвовала в Международном конкурсе скрипачей имени Венявского. В нацистской Германии играла в «Еврейском оркестре», созданном из берлинских музыкантов, исключённых из немецких музыкальных коллективов.
Родители Вагхальтер и её сестра были убиты нацистами, однако ей самой удалось спастись, и она отправилась в Латинскую Америку. Первоначально жила в Боливии, а затем обосновалась в Перу, где с 1947 года играла в Национальном симфоническом оркестре. Возглавляла также струнный квартет, в котором играл на альте Григоре Куглер; выступала в дуэте с Александром Козелевым. В Национальной консерватории преподавала немецкий язык вокалистам.
Умерла в Лиме 18 августа 1984 года.